# Louise Frevert
Louise Frevert (født 31. maj 1953 på Frederiksberg) er en dansk politiker, og tidligere skuespiller, pornoskuespiller, mavedanser og forfatter. Hun var medlem af Folketinget, valgt for Dansk Folkeparti i Vestre Storkreds fra 20. november 2001 til 24. oktober 2007. Frevert forlod partiet 8. maj 2007 og fortsatte i Folketinget som løsgænger. Fra 28. september 2007 til Folketingsvalget 13. november 2007 repræsenterede hun Centrum-Demokraterne i Folketinget.
Hun har tidligere været medlem af Det Konservative Folkeparti.
Datter af overassistent Knud Frevert Nielsen og kontorassistent Irene Nielsen.
Louise Frevert er åbent lesbisk og indgår i et registreret partnerskab med en kvinde.
I 2016 blev hun optaget som medlem nr. 777 i De Berejstes Klub.

## Karriere

### Uddannelse, mavedanser og film
Frevert har realeksamen fra Skolen på La Cours Vej, 1969.
Hun er uddannet klassisk balletdanser hos Ole Palle, Det Danske Balletkompagni og Edith Fransen, Det Kongelige Teater. Hun er deluddannet koreograf i Modern Ballet på Lincoln Center i New York i 1974. Hun læste drama hos skuespiller Martin Hansen 1977.
Frevert arbejdede som professionel balletdanser ved bl.a. The Pennsylvania Ballet og Iranian National Ballet Company. Hun optrådte også som mavedanser for den iranske shah Mohammad Reza Pahlavi.
Hun har også arbejdet ved Det Danske Teater, Nørrebros Teater og Det Ny Teater. Koreograf på revyer, shows og teaterforestillinger. Hun var daglig leder af og underviser ved en af Danmarks første mavedanserskoler, Danmarks Mavedanserskole APS 1985-2011. Siden 2011 driftschef i et rengøringsfirma og ansat i en guldsmedeforretning.
Hun har udgivet flere bøger om mavedans.
Hun medvirkede i musikvideoen til Tommy Seebachs nummer Apache fra 1977.
Hun optrådte som backup-danser sammen med Debbie Cameron under Eurovision 1981.
Hun har også været pornografisk skuespiller og har optrådt i flere film for Color Climax. Frevert har desuden medvirket som statist i flere danske film og en enkelt svensk, heriblandt flere sengekantsfilm.

### Politisk karriere
Medlem af Københavns Borgerrepræsentation for Det Konservative Folkeparti 1994-97 og 1998, for Dansk Folkeparti fra 1999-2007. Har siddet i Sundheds- og Omsorgsudvalget 1998-2001, i Skole- og Kulturudvalget 1994-97 og 1998-2001. Medlem af bestyrelsen for VUC 1994-97 og 1998-2001, for Københavns Ungdomskole 1998-2001, for Erhvervsrådet 1998-2001, for Arbejdsmarkedsrådet i København 1998-2001, for Prøvestenen fra 2001, for Integrationsrådet 1998-2001, for Billedskolen 1998-2001 og for Ungdoms- og Uddannelsesudvalget fra 1998.
Valgt til Folketinget for Dansk Folkeparti i Vestre Storkreds (opstillet i Slotskredsen på Frederiksberg) i 2001 med 2.109 personlige stemmer. Genvalgt i Frederiksborg Amt (opstillet i Frederiksværkkredsen) i februar 2005 med 7.948 personlige stemmer.
Var Dansk Folkepartis overborgmesterkandidat i Københavns Kommune ved kommunalvalget 2005.
Louise Frevert udsendte i maj 2007 en selvbiografi, Grib chancen. Den indeholder en skarp kritik af Dansk Folkeparti, og i særdeleshed partiets leder Pia Kjærsgaard og hendes ledelsesform. I forbindelse med udgivelsen forlod Frevert partiet den 8. maj 2007, og var i en periode løsgænger i Folketinget. Fra 28. september 2007 til Folketingsvalget 13. november 2007 repræsenterede hun Centrum-Demokraterne. Partiet nåede dog ikke at samle underskrifter nok til at kunne genopstille, og Frevert forlod derfor Folketinget efter valget.

### Artikler, som ingen tør trykke
I efteråret 2005 modtog Frevert en række politianmeldelser og blev stærkt omdiskuteret i medierne på grund af sin hjemmeside. Siden rummede en samling af 40 artikler med fællestitlen ”Artikler, som ingen tør trykke”, som bl.a. advarede mod en islamisk magtovertagelse i Danmark, sammenlignede islam med et kræftangreb og kom med en række negative men udokumenterede påstande om muslimer generelt. Især følgende citat om kriminelle muslimer blev udbredt i medierne:
”De nævnte unge må vi anse for at være krigsmodstandere, og ikke blot forstyrrede unge danske drenge med muslimsk baggrund, og krigsmodstandere må man fange og uskadeliggøre. Vore love forbyder os at dræbe vore modstandere officielt, så vi har kun den mulighed at fylde vore fængsler med disse kriminelle.
Det er en uhyre kostbar løsning, og da de aldrig vil angre deres gerninger, vil de hurtigt sætte sig på fængslerne, på samme måde, som rockerne gør det i dag. Vi må nok tænke i andre baner, og f.eks. modtage et russisk tilbud om at opbevare småslynglerne i russiske fængsler for kr. 25 pr. dag – det er langt billigere, og deres muligheder for at påvirke deres omverden bliver elimineret. Selv denne løsning er dog rimelig kortsigtet, for når de vender hjem igen, er de blot endnu mere opsatte på at dræbe danskere.”
I begyndelsen forsvarede Frevert artiklerne i Information og gjorde samtidig opmærksom på, at forslaget om russiske fængsler kun skulle opfattes som ”symbolsprog” og ”retorik”. Efter interviewet blev passagen om fængslerne dog fjernet fra den pågældende artikel.. Få dage senere blev alle artiklerne fjernet fra hjemmesiden, og den 30. september udsendte Dansk Folkepartis Peter Skaarup en pressemeddelelse, hvor Frevert beklagede dem, da det ikke havde været hendes mening at vække forargelse. Skaarup mente ikke, at artikelsamlingen havde stor betydning, og beskrev den som ”en svipser” fra Freverts side.. Senere samme dag udsendte Skaarup dog endnu en pressemeddelelse, som nu oplyste, at Frevert ikke havde noget kendskab til artiklerne, og at de uden hendes vidende var skrevet og lagt ud på siden af hendes webmaster, Ebbe Talleruphuus. Han ville nu blive ekskluderet. Ebbe Talleruphuus påtog sig derefter det fulde ansvar for hjemmesidens artikler og meldte sig selv ud af partiet. Frevert udtalte samtidig, at Talleruphuus havde skrevet en række forslag til læserbreve, der skulle sendes ud i hendes navn, men at hun havde bedt ham om at frasortere en række grove formuleringer, bl.a. den om de russiske fængsler.
I bogen Louise Frevert-sagen har debattøren Rune Engelbreth Larsen siden argumenteret for, at Talleruphuus reelt blev gjort til syndebuk for Freverts ytringer. Larsens hovedargument er, at flere af de kontroversielle artikler på hendes hjemmeside i forvejen havde været offentliggjort i dagspressen som læserbreve, underskrevet af hende selv (f.eks. den 6. april i Morsø Folkeblad), eller været bragt i let omskrevet form i hendes bog Kort og Godt. Også denne befandt sig på hendes hjemmeside, og var blevet udsendt som valgreklame op til Folketingsvalget 2005.
Kort og Godt gav anledning til en særskilt debat, da Frevert både den 2. oktober og om morgenen den 3. oktober erklærede selv at have skrevet bogen, mens hun om eftermiddagen samme dag afviste ethvert kendskab til den. Kort og Godt blev derpå fjernet fra hjemmesiden. Den 4. oktober besluttede Frevert at tage orlov fra Folketinget. Dagen efter udtalte Peter Skaarup til Jyllands-Posten, at også bogen var skrevet af Ebbe Talleruphuus, og at Dansk Folkeparti hverken så bogen eller artiklerne som udtryk for Freverts holdninger. Den 6. oktober afviste Talleruphuus denne forklaring. Ganske vist havde han hjulpet med at skrive Freverts ideer til bogen ind på computer, men hun havde selv renskrevet den.
I første omgang førte sagen kun til, at Frevert tog orlov fra Folketinget. To måneder senere, den 22. november 2005, blev hun imidlertid indkaldt til et møde i Dansk Folkeparti, hvor hun blev frataget sin post som uddannelsesordfører, selvom hun fortsatte som kultur- og ligestillingsordfører. I Freverts selvbiografi, Grib chancen, omtaler hun ikke hjemmeside-sagen direkte, men giver udtryk for, at partiledelsen på det nævnte møde brugte sagen som anledning til at degradere og siden isolere hende i partiet af andre årsager, nemlig at hun dels havde kritiseret Dansk Folkeparti for at være topstyret og mangle intern debat, og dels var ugleset af flere af sine partifæller pga. sin seksuelle orientering.

## Tillidshverv
- Formand i Danmarks Mavedanser Union fra 1991.
- Medlem af bestyrelsen for Dansk Artist Forbund 1985-2001.
- Næstformand i Landsforeningen for bøsser og lesbiske november-december 2002.
- Medlem af landsledelsen for Landsforeningen for bøsser og lesbiske frem til efteråret 2003.

## Udgivelser

### Undervisningsvideoer
- Kom i form på 1 m² (1991)
- Mavedans dig i form på 1 m² (2000)

## Filmografi
- I Tyrens tegn (1974)
- Justine och Juliette (1975)
- I Tvillingernes tegn (1975)
- Hopla på sengekanten (1976)
- I Løvens tegn (1976)
- Molly (1977)
- Walter og Carlo - op på fars hat (1985)
- Take it Easy (1986)